# Ateliér špičatých klobouků
Ateliér špičatých klobouků (japonsky とんがり帽子のアトリエ, Tongari bóši no atorie) je stále vycházející japonská fantasy seinen manga, kterou píše a ilustruje Kamome Širahama. Manga vychází v časopisu Gekkan Morning Two nakladatelství Kódanša od roku 2016. V Česku mangu vydává od října 2020 nakladatelství CREW.
V dubnu 2022 byla oznámena adaptace mangy ve formě anime.

## Příběh
Příběh vypráví o Coco, která touží po tom být čarodějka, protože jako malou jí dal tajemný muž ukázal kouzla a dal jí obrázkovou knížku s perem. Matka ale mladé Coco vysvětlila, že kouzelníkem se člověk rodí a nemůže se jím stát. A tak se Coco kouzly jen kochá a pomáhá v domě své matky švadleny. Až do momentu, kdy do její vesnice přiletí létající kočár. Současně s ním do vesnice přichází mladý muž, čaroděj jménem Qifrey. Ten si všimne zájmu Coco o kouzla a zeptá se. Zaujme ho právě ta obrázková knížka, kterou Coco dostala, ovšem než se na ni stihne zeptat, vyruší ho křik. Kočár, který přiletěl, se totiž rozbil. Qifrey slíbí, že kočár opraví a Coco s matkou mu propůjčí svou pracovnu. Coco neodolá a podívá se na to, jak Qifrey kouzlí, přestože by neměla. Zjistí, že kouzla se kreslí a že by mohla být také čarodějkou. Vzpomene si na obrázkovou knížku a začne zkoušet kouzlit. Jenže netuší, jaké následky to může mít a jaké plány s ní má tajemný dárce knížky.